# Sammy Tirop
Sammy Tirop (* 13. Januar 1959) ist ein ehemaliger kenianischer Mittelstreckenläufer, der sich auf die 800-Meter-Distanz spezialisiert hatte.
Er wurde Dritter bei den Goodwill Games 1986 und 1989 Ost- und Zentralafrikameister.
1990 siegte er bei den Commonwealth Games in Auckland.

## Bestzeiten
- 800 m: 1:44,3 min, 23. Dezember 1989, Nairobi
- 1000 m: 2:16,32 min, 20. Januar 1990, Auckland